# Trichaphodius nigrovirgatus
Trichaphodius nigrovirgatus är en skalbaggsart som beskrevs av Schmidt 1911. Trichaphodius nigrovirgatus ingår i släktet Trichaphodius och familjen Aphodiidae. Inga underarter finns listade i Catalogue of Life.